# وليمة
الوليمة أو المأدبة أو المائدة تعني اجتماع مجموعة من الأشخاص الذين يعرفون بعضهم جميعاً أو يعرفون أحد الأشخاص في هذه الدعوة لتناول الطعام، غالباً بغرض الاحتفال أو لهدفٍ آخر. أحياناً تقتصر الوليمة على الحلويات. قد تكون الوليمة عامّة أو مقتصرة على مدعوين محددين وللوليمة عدة أهداف اغلبها في فعل الخير كاصلاح ذات البين أو لتقوية الأواصر بين المجتمع، والوليمة تكون الكثير من الطعام.

## مصر القديمة
حرص الخاصة من المجتمع المصري القديم على أقامة حفلات السمر والمآدب بجانب الاحتفالات القومية والدينية وحفلات الزواج، فلم يقتنع سراة المصريين بما كان يقام في الأعياد من حفلات ولكنهم كانوا يخلقون الفرص التي تهيئ لهم إقامة المآدب والولائم ومجالس السمر والحفلات الخاصة.وكان الاستعداد للوليمة يصاحبه نشاط كبير في المخازن والمطابخ وكافة أرجاء البيت، ويذبح ثور ويسلخ ويقطع إلى أجزاء وفقا لأصنافها المختلفة، فمنها العكاوى (يوف ن بح) والفخذة (سوت) والركبة (يوع)، وتجهز قطع الشواء والتوابل والصلصة، ويشوى الإوز على النار ويتم إعداد جرار الجعة والنبيذ والمشروبات الروحية، وتوضع الفاكهة في الأطباق والسلال على شكل الهرم، وتحفظ جميع تلك الأطعمة بعيد عن الذباب.

## التراث الإسلامي

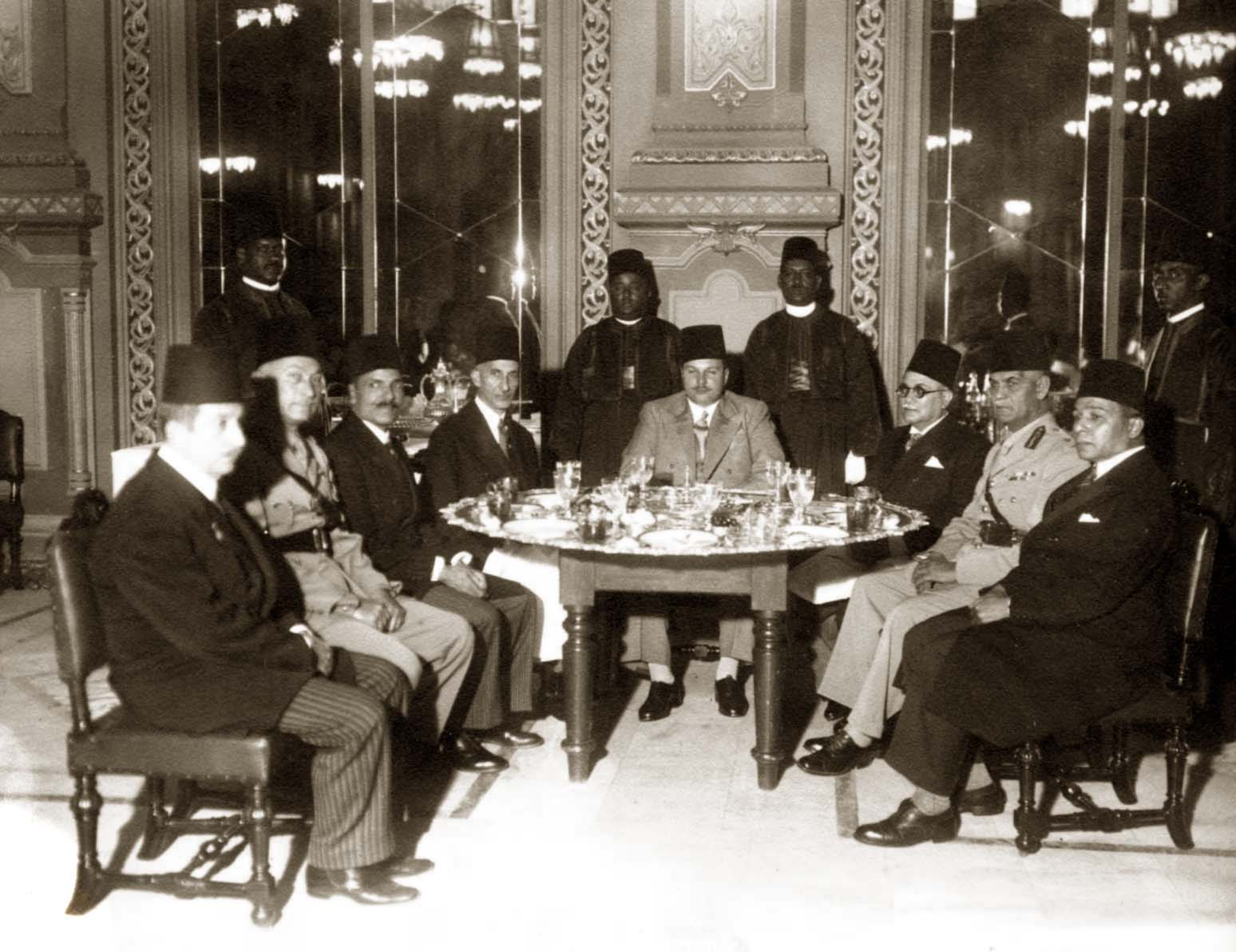
مائدة الشاي في إحدى ولائم الملك فاروق الأول الرمضانية

## معرض صور

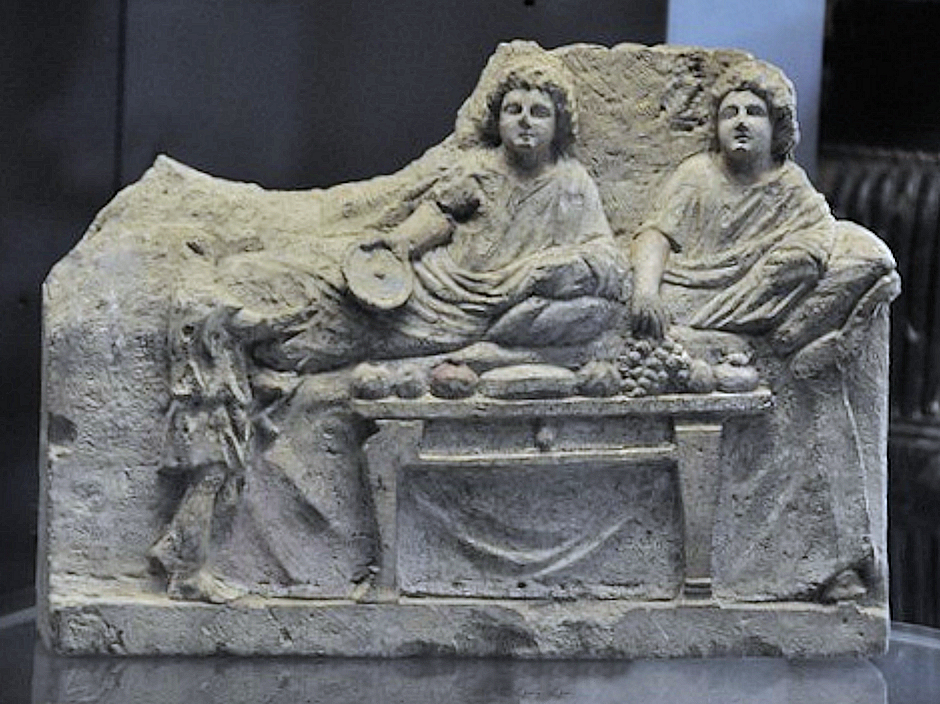
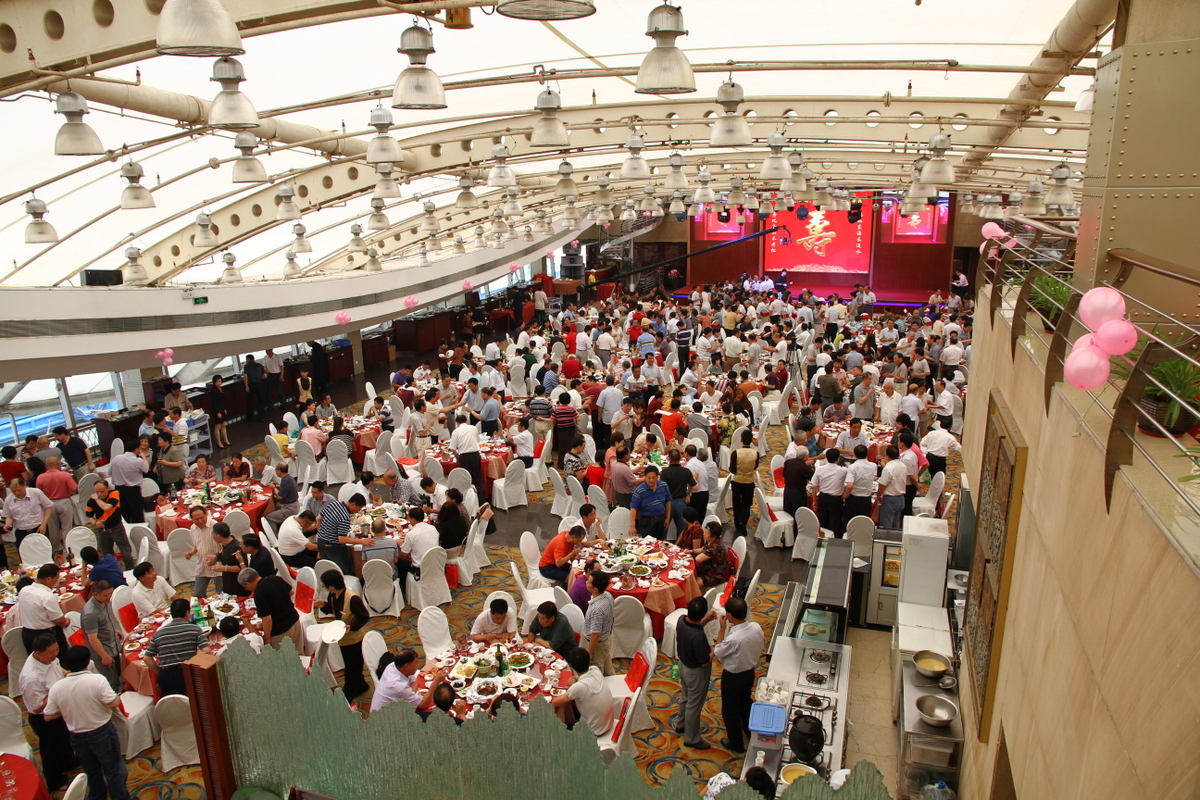
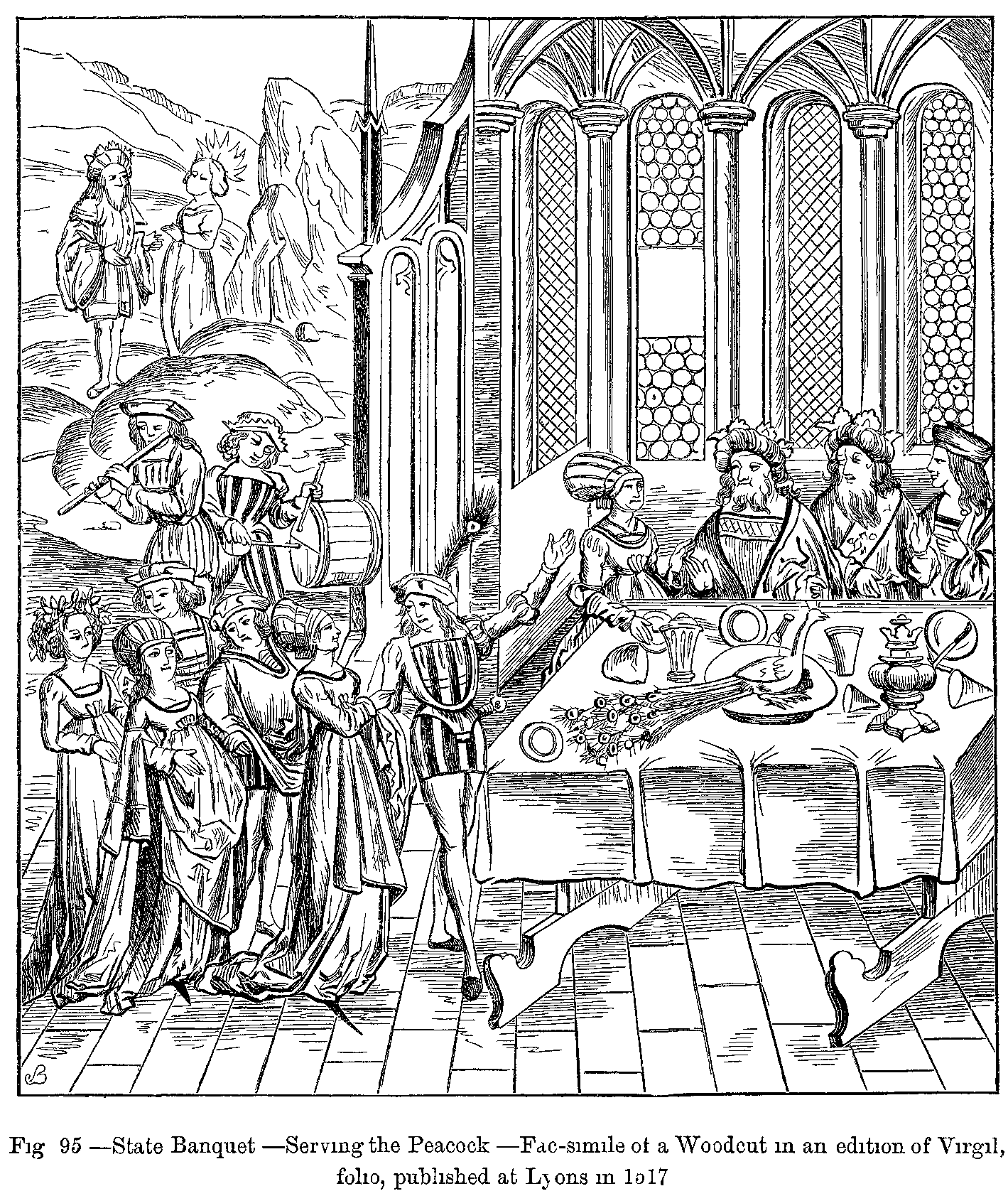
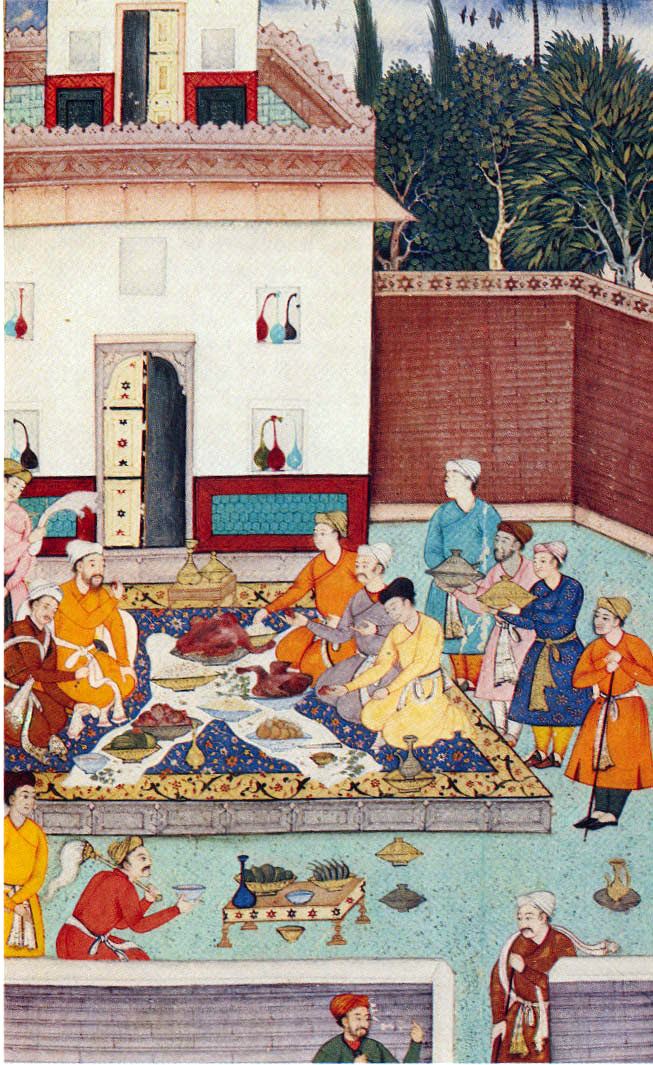
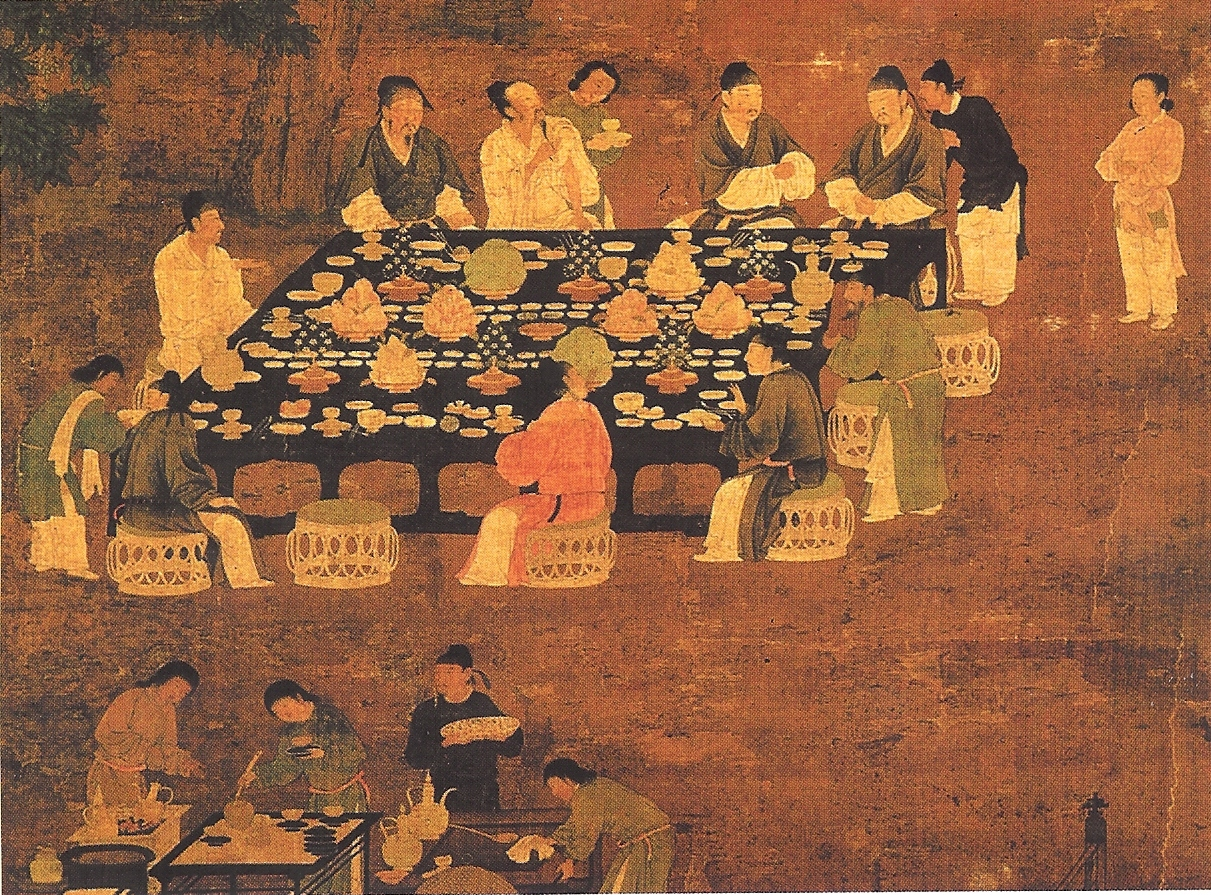
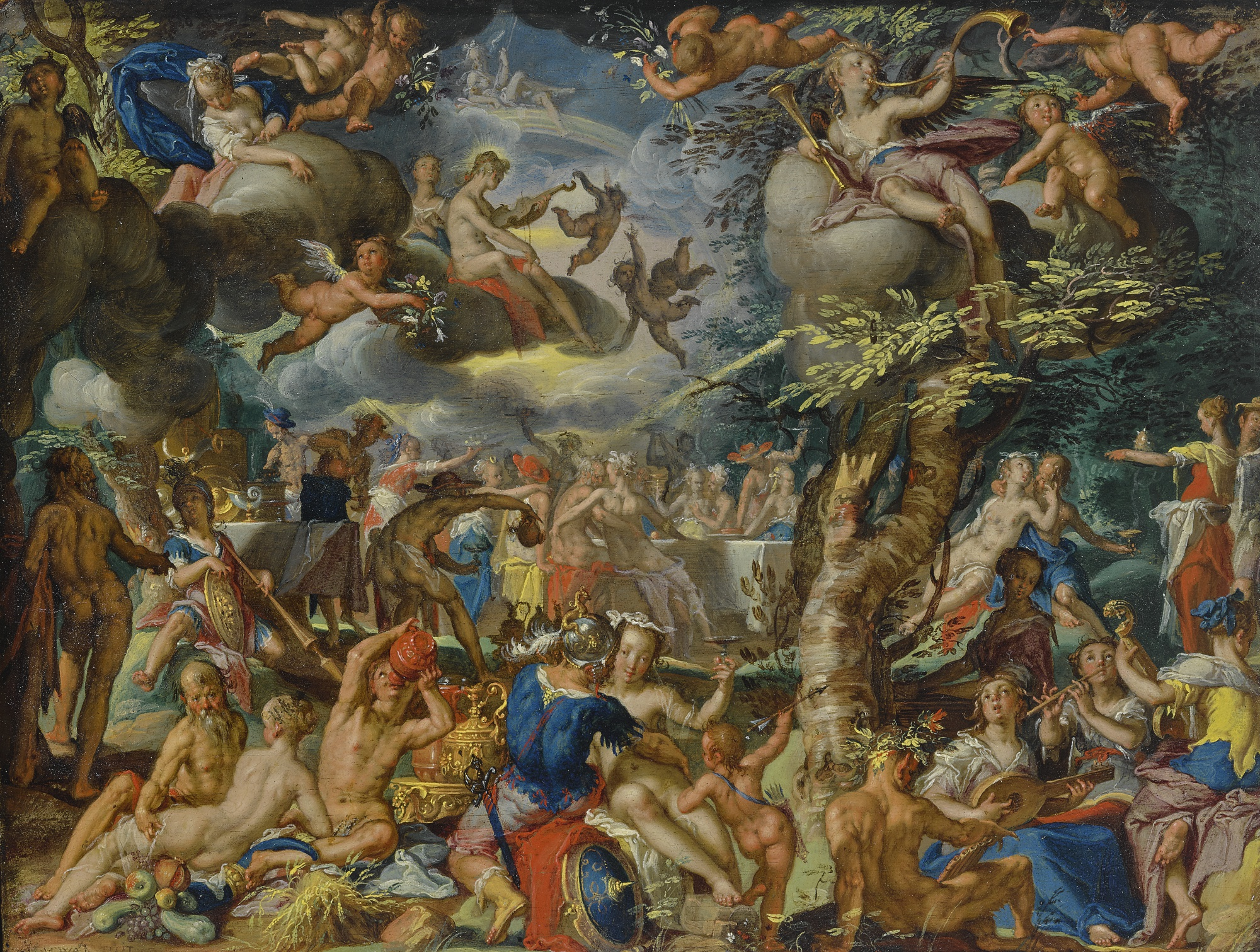